# Греве, Николай Романович
Никола́й Рома́нович Греве (20 февраля 1853 — 28 мая 1913) — вице-адмирал русского императорского флота.

## Биография
Родился 20 февраля 1853 года в семье лейтенанта (впоследствии контр-адмирала) Романа Петровича Греве (1827-1897) и Елизаветы Ивановны Греве, урождённой Соколовой. Родоначальником этой ветви был Иван Богданович Греве (1744—?), вступивший в русскую службу в 1774 году и приобретший в Московской губернии село Матвеевское, где имел 83 душ крестьян.
13 сентября 1868 года зачислен в Морское училище, которое окончил 16 апреля 1872 года с присвоение чина гардемарина.
2 мая 1872 года зачислен в 1-й флотский экипаж, а 13 сентября переведён в 8-й флотский экипаж. 31 марта 1873 года зачислен в 3-й флотский экипаж и назначен на клипер «Всадник», а 30 августа произведён в чин мичмана. 1 января 1878 года произведён в чин лейтенанта, а 8 апреля назначен командиром роты клипера «Всадник».
10 сентября 1878 года переведён в состав Сибирской флотилии и 4 октября прибыл во Владивосток, где на следующий день был назначен на шхуну «Восток». 13 апреля следующего года назначен старшим офицером клипера «Абрек». С 26 сентября 1881 года временно заведовал кадрами мастеровых во Владивостоке, а 31 декабря был назначен помощником капитана порта по судостроительной части. 6 мая 1884 года награждён орденом Св. Анны 3-й степени. 6 июля 1884 года назначен командиром шхуны «Ермак». 30 ноября 1887 года назначен заведующим школой машинистов и кочегаров и был избран председателем экипажного суда. 25 апреля 1888 года произведён в чин капитана 2-го ранга, с 13 августа командовал шхуной «Тунгус». С 1 января 1889 года по 5 июля 1890 года являлся членом временного военно-морского суда, а с 15 сентября 1889 года — членом комиссии по освидетельствованию судов. 22 сентября 1889 года награждён орденом Св. Владимира 4-й степени с бантом. 16 февраля 1890 года Греве был назначен младшим помощником командира Владивостокского порта, а 11 августа — старшим офицером канонерской лодки «Кореец». 2 июля 1891 года награждён японским орденом Священного сокровища 2-й степени. С 24 сентября того же года занимал должность председателя портовой приёмной комиссии. 1 января 1892 года награждён орденом Св. Станислава 2-й степени.
17 августа 1892 года назначен командиром монитора «Единорог» Балтийского флота. С 4 января 1893 года по 9 января 1895 года занимал должность младшего помощника капитана Кронштадтского порта.
В 1895 году командовал канонерской лодкой «Сивуч», а в 1895—1896 годах минным крейсером «Всадник» в дальневосточных водах. 10 ноября 1896 года зачислен в 10-й флотский экипаж, а 6 декабря произведён в чин капитана 1-го ранга. В том же году был награждён японским орденом Восходящего солнца 3-й степени. С 22 сентября 1897 года по 29 августа 1898 года занимал должность флаг-офицера командующего эскадрой Тихого океана. 4 октября 1898 года назначен командиром эскадренного броненосца «Петропавловск», на котором в 1899—1900 годах совершил переход из Кронштадта через Средиземное море на Дальний Восток.
12 февраля 1900 года награждён орденом Спасителя командорского креста. В 1900—1901 годах участвовал в подавлении боксёрского восстания. 6 декабря 1901 года награждён орденом Св. Владимира 3-й степени, 21 декабря — камбоджийским орденом Командорского креста. 13 мая 1902 года зачислен в 14-й флотский экипаж, а 7 октября назначен командиром порта Порт-Артур с производством 6 декабря в чин контр-адмирала.
В начале русско-японской войны, приказом командующего Тихоокеанским флотом вице-адмирала С. О. Макарова за непорядок и медлительность портовых работ Греве был отстранён от должности и назначен 27 августа 1904 года командиром Владивостокского порта, где и оставался до конца войны. 1 августа 1904 года награждён орденом Св. Станислава 1-й степени. В 1905 году, после захвата японскими войсками Сахалина был назначен командовать отрядом охраны Уссурийского края.
После окончания русско-японской войны занимал в 1906—1907 годах должность командира Санкт-Петербургского порта; 26 марта 1907 года был назначен командующим отдельным отрядом судов Балтийского флота; 19 ноября 1907 года произведён в чин вице-адмирала с увольнением в отставку; 11 декабря того же года награждён бухарским орденом Золотой звезды 1-й степени.
Умер в Ницце 28 мая 1913 года; 30 мая был похоронен на Русском кладбище Кокад (могила № 600).